# Araceli Gilbert
Araceli Gilbert (Guayaquil, 6 de diciembre de 1913 - Quito, 17 de febrero de 1993) fue una reconocida pintora y artista ecuatoriana. Es conocida por impulsar el arte formalista en ese país. Es junto a Isabel de Santiago una de las artistas más importantes de la historia de Ecuador.

## Biografía

### Origen y primeros años
Nació en Guayaquil el 6 de diciembre de 1913, en una familia de clase alta que le posibilitó estudiar por que dentro y fuera del país. Fue hija del Dr. Abel Gilbert Pontón y de la Sra. Leonor Elizalde Bolognesi. Su madre, tuvo un papel muy importante para impulsar su carrera de arte, así mismo, su padre fue quien le apoyó económicamente para sus estudios profesionales. Según el historiador Efrén Avilés Pino, su formación artística comenzó en 1936 en la academia de Bellas Artes de Santiago de Chile bajo la dirección de los maestros Hernán Gazmuri y Jorge Caballero, dos de los artistas más representativos de Chile. Para 1942, ya en Guayaquil, aprendió del gran pintor del expresionismo alemán Hans Michaelson, quien fue su maestro entre 1942 y 1943. Después, en 1944, viajó a Nueva York para asistir a la Ozenfant School of Fine Arts de Amédée Ozenfant, uno de los cofundadores del purismo. Araceli, por su colaboración muy activa en el mundo de arte ecuatoriano. Durante los años 50 realizaba exhibiciones de sus obras , así, el arte ecuatoriano que destacaba lo masculino y lo indígena, empezó a mostrar una postura feminista.

### Carrera artística

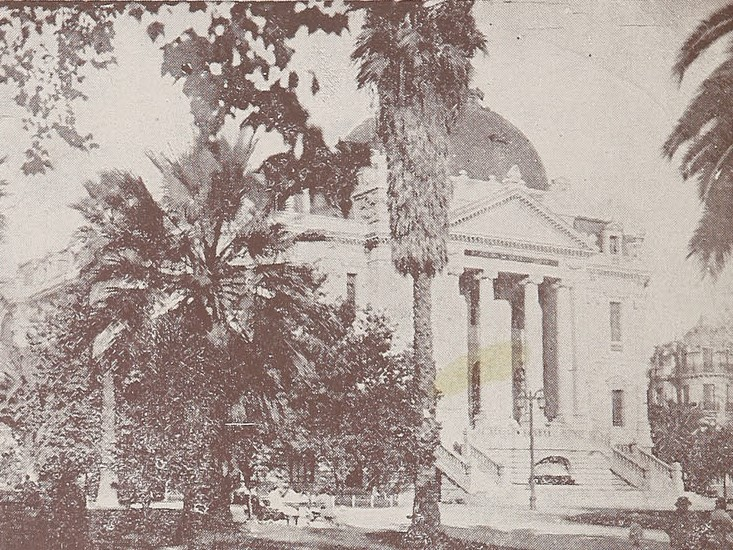
Escuela de Bellas Artes de Santiago

En 1936 se inscribió en la Escuela de Bellas Artes de Santiago de Chile, estudiando con Jorge Caballero y Hernán Gazmuri, animadores de renombre de la rebelión plástica chilena que más tarde se transformó en el grupo Montparnasse.
En 1942, regresó a Guayaquil para estudiar junto a Hans Michaelson. A través de Michaelson, Gilbert aprendió sobre el expresionismo europeo y su trabajo de este período fue mayormente figurativo. En ese momento Gilbert también fue parte de un grupo intelectual de Guayaquil conocida como la Sociedad de Escritores y Artistas Independientes.
En 1943 terminó su disertación en Pintura, Escultura e Historia del Arte en la Escuela de Bellas Artes de Guayaquil. Poco después, Gilbert se trasladó a Nueva York, donde estudió en la Escuela de Arte Ozenfant como discípulo de Amédée Ozenfant , uno de los padres del post cubismo purismo y da un paso importante hacia el desarrollo de su propio estilo.
En 1946, al final de la Segunda Guerra Mundial, regresó a Ecuador y se trasladó a la ciudad de Quito, capital del Ecuador. 
En 1950 viajó a París y contactó a Auguste Herbin, quien en 1931 había creado el grupo Abstracción-Creación. Con la orientación de Herbin, Gilbert aprendió a combinar los conceptos geométricos y abstractos, sometiéndolos a rigor matemático. Gilbert participó en la Anti-bienal Español Americana organizada por Picasso, así como varias exposiciones colectivas, como el Salon des réalités nouvelles.
En 1951 y en el año 1952, Aracely trabajó como asistente de Jean Dewasne y de Edgar Pillet, sin embargo, no fue ninguno de ellos que la influenció en sus conceptos pictóricos, quién terminó influenciadola fue uno de los mentores del grupo Abstracción-Creación, Auguste Herbin.
En 1953, tomó un curso de tecnología de la pintura con el artista abstracto Jean Dewasne.
En 1954, presentó una exposición individual en la Galería Arnaud de París con un álbum de litografías, incluyendo un prólogo de León Dégand.
En 1955, regresó de París y se casó con el escritor, fotógrafo y explorador sueco Rolf Blomberg.
En 1960, ganó el Segundo Premio en el IV Salón de Octubre de Guayaquil. Al año siguiente ganó el Primer Premio de Pintura en el Salón Mariano Aguilera en Quito. En este punto Araceli había consolidado su estilo, que fue llegando a su esplendor. Subió varias exposiciones individuales y participó en las exposiciones colectivas más importantes del país. También representó a Ecuador en la Bienal de São Paulo en Brasil, Bienal de La Habana en Cuba y la Bienal de Coltejer en Medellín, Colombia.

### Reconocimiento
En 1989, el gobierno ecuatoriano le concedió el Premio Nacional de Cultura, Premio Eugenio Espejo. El mundo de Araceli Gilbert está expresado en colores y formas, su recorrido por Ecuador y su interés por otras representaciones de la realidad es parte de su obra. La historia de Araceli Gilbert con la pintura empieza en la Academia de pintura del español José María Roura Oxandaberro, en un departamento del centro de Guayaquil, ubicado en la calle Boyacá, entre Clemente Ballén y 10 de agosto, cuando tenía 19 años. Cuatro años más tarde pasó de los dibujos de Roura Oxandaberro a los paisajes impresionistas de Jorge Caballero y la modernidad que planteaba Hernán Gazmuri una vez que es enviada por su padre a estudiar en la Escuela de Bellas Artes de Santiago de Chile. Vuelve a Guayaquil en 1942 y estudia en la Escuela de Bellas Artes que era dirigida por el profesor Hans Michaelson, un alemán que influye fuertemente en el quehacer pictórico de la ciudad, de él aprende las formas del expresionismo europeo. Según constata el archivo de Blomberg, en el que se narra parte de su vida, las obras que datan de este período muestran a una Araceli cautelosamente inclinada hacia el figurativismo, género en el que se destaca hasta ahora como la primera pintora figurativa de Ecuador. También en esa época forma parte de la élite intelectual guayaquileña, con su primo Enrique Gil Gilbert y su esposa, Alba Calderón. Juntos forman parte activa de la Sociedad de Escritores y Artistas.

### Fallecimiento
El historiador del arte Arq. Lenin Oña la considera como una de las figuras más destacadas y, sobre todo, una artista que se adelanta a su época, configurando lo que va a ser el futuro del arte de la pintura ecuatoriana. Gilbert falleció 38 años después de su retorno a Ecuador (Quito), el 17 de febrero de 1993, donde tuvo que radicarse por asuntos de salud de su esposo en 1993.

## Obras

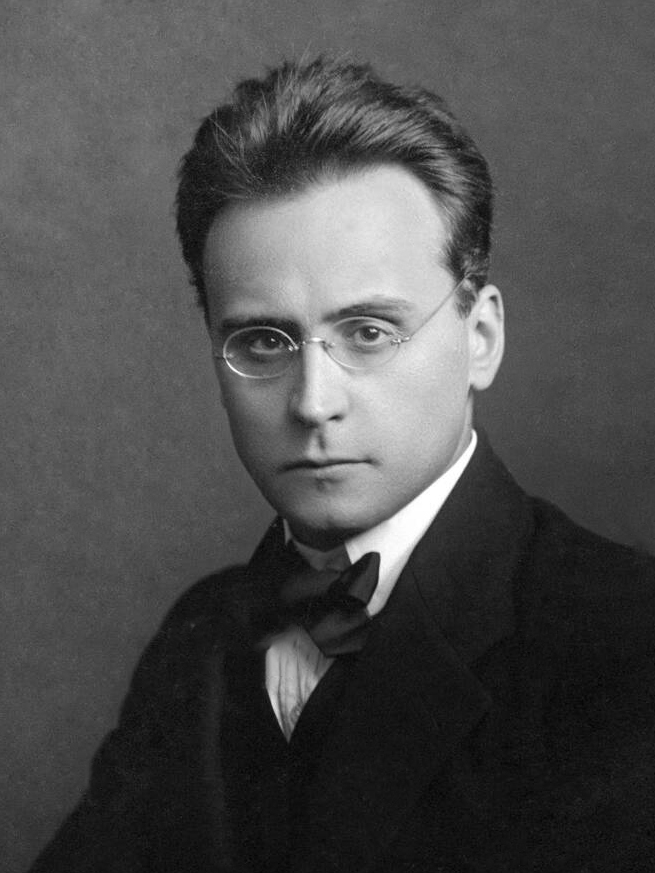
Anton Webern a quien dedicaría un cuadro en su homenaje.

La sensibilidad expresada en las obras de Gilbert provienen de su infancia donde ejemplifica que luego de quedar huérfana ella encuentra su liberación y paz en la pintura. Araceli destaca dentro de las tradiciones pictóricas ecuatorianas, que hasta hoy en día son arraigadas al indigenismo pictórico. Pues, a pesar de que Gilbert fue nombrada como una non ecuadorian artist, su estilo artístico predominó la época. Además, debido a la estética de su arte, donde demostraba tener una mentalidad abierta y poseer un pensamiento diferente al ordinario, se pudo divisar claramente el sincretismo en muchas de sus obras.
Gilbert es considerada una de las figuras artísticas más destacadas del Ecuador durante el siglo XX por ser la primera ecuatoriana que pictóricamente forma parte del constructivismo en la pintura. Su arte enviaba a los espectadores un mensaje claro y evidente lo que hacía que sus obras sean estéticamente apreciadas por la inmersión de la cultura y la moral de esta artista. Para Mireya Salgado Gómez los colores vitales que usa Araceli son su aporte al movimiento constructivista: una paleta claramente influenciada por los motivos indígenas andinos y los matices tropicales de la costa ecuatoriana.
Sus obras también son una muestra del espíritu independiente y rebelde de Araceli ya que ella reaparece en Ecuador en una época cuando la influencia de los indígenas era muy fuerte en las artes. Ella iba más allá de las tendencias establecidas con su arte, definiéndose en un estilo enmarcado dentro del abstraccionismo geométrico. 
Otro de los cuadros que hasta ahora recibe muchas críticas positivas es Manhattan, “de sobrio colorido y decidida verticalidad”, es del año 1985 y es acrílico sobre lienzo.
En 1955 fue la primera exposición de Gilbert en Ecuador. Ganó muchos reconocimientos en el país, entre los cuales están los premios Mariano Aguilera y Eugenio Espejo.
En 1950, la composición de sus obras fue reflejando su extrema dedicación en cada cuadro para crear una obra perfecta; Araceli aprendió los conceptos del concretismo con ayuda y guía del pintor Auguste Herbin. Conocimiento con el cual aprende a manejar conceptos geométricos y abstractos enfocados  hacer obras que abandonen lo innecesario para así obtener un concepto más puro.
En 1953 realiza su primera exposición personal en la galería Raquel Arnaud (Vila Madalena, Sao Paulo); las obras allí expuestas revelan gran madurez profesional y artística; además, son recogidas en un álbum de seis litografías por el danés Sorensen. Reconocida por sus trabajos abstractos geométricos, una de sus obras más emblemáticas es ´Manhattan; destacada por sus trazos y fuertes colores inspirados en la vida tropical de Guayaquil. Actualmente, esta representación artística forma parte del mural lateral de la Casa de la Cultura Ecuatoriana en homenaje a su arduo trabajo y en conmemoración de sus 100 años de su natalicio.

### Lista de obras destacadas
A continuación tenemos las obras más reconocidas de esta artista ecuatoriana:
- Mujer sentada. Santiago de Chile, Óleo sobre lienzo 41.5 x 81.5 cm. (1936-37)
- Cabeza de india. Óleo sobre lienzo 50 x 37 cm. (1943)
- Composición con máscaras. Óleo sobre lienzo (1946)
- Lomas. Óleo sobre lienzo (1946)
- Cargador. Óleo sobre lienzo 38 x 50 cm. (1947)
- Del mar. Óleo sobre lienzo (1947)
- Composition synthese. Óleo sobre lienzo (1950)
- Formas en equilibrio. Óleo sobre lienzo (1952)
- Rythmes Colorés. Óleo sobre lienzo 73 x 100 cm. (1952)
- Untitled. Óleo sobre lienzo 43 x 52 cm. (1953)
- Lironda rosa. Óleo sobre lienzo (1953)
- Tout se tient. Óleo sobre lienzo (1953)
- Construction dans l'espace. Óleo sobre lienzo 100 x 73 cm. (1953)
- Mirage. Óleo sobre lienzo (1955)

- Variaciones en rojo. Óleo sobre lienzo (1955)
- Variaciones en rojo II. Óleo sobre lienzo (1955)
- Frialdad. Óleo sobre lienzo (1958)
- Tema sobre blanco. Óleo sobre lienzo (1958)
- Homenaje a Anton Webern. Óleo sobre lienzo (1961)
- Réquiem por Sidney Bechet. Óleo sobre lienzo (1963)
- Composición. Óleo sobre lienzo 100 x 82 (1971)
- Modular III. Óleo sobre lienzo (1977)
- Elogio al círculo. Óleo sobre lienzo (1978)
- Diagonal III. Grabado 52 x 49 cm (1979)
- Manhattan. Óleo sobre lienzo (1985)

## Legado
Considerada por la historiadora Jacqueline Barnitz como «la madre de la pintura formalista abstracta en el Ecuador», debido a su tendencia constructivista (abstracción geométrica) aprendida durante su estancia en Europa. Gilbert comprendió el constructivismo como un sistema de signos y valores plásticos utilizados para expresar sus propias emociones y los combinó con la cultura ecuatoriana y latinoamericana.
Fue una artista innovadora y una de las primeras en el movimiento pictórico en el Ecuador en los años cuarenta.

## Enlaces
- Pérez Pimentel, Rodolfo: Diccionario Biográfico Ecuador, tomo 22 - Araceli Gilbert de Blomberg. Guayaquil Archivado el 11 de noviembre de 2013 en Wayback Machine.
- Avilés Pino, Efrén: Enciclopedia del Ecuador - Gilbert, Araceli. Guayaquil
- Archivo Blomberg Foundation: Biografía de Araceli Gilbert
- Pérez Pimentel, Rodolfo: Pérez Pimentel, Rodolfo: Diccionario Biográfico Ecuador, tomo 16 - Roberto Gilbert Elizalde. Guayaquil Archivado el 23 de enero de 2012 en Wayback Machine.
- Peña Loyola, José: Nota breve sobre un encuentro con Araceli